# Iliamna remota
Iliamna remota là một loài thực vật có hoa trong họ Cẩm quỳ. Loài này được Greene mô tả khoa học đầu tiên năm 1906.